# Херман, Гюнтер
Гю́нтер Хе́рман (нем. Günter Hermann; род. 5 декабря 1960, Ребург-Локкум, Нижняя Саксония) — немецкий футболист, играл на позиции полузащитника.

## Карьера
В течение 10 сезонов Гюнтер играл за бременский «Вердер». Он дебютировал в клубе 11 декабря 1982 года в матче против «Бохума», завершившемся победой «Вердера» со счётом 2:1. Вышел на поле на 76-й минуте, заменив Михаэля Бёнке. Это была единственная игра Хермана в том сезоне.
Заиграть в основном составе Гюнтеру удалось довольно поздно. Лишь в сезоне 1984/85 он смог завоевать себе постоянное место на поле. Опорный полузащитник по амплуа, он довольно скоро стал одним из самых важных игроков бременцев. Его связка с Мирославом Вотавой была одной из самых непроходимых в Бундеслиге тех годов. В сезоне 1987/88 помог «Вердеру» стать чемпионом Германии. Зимой 1992 года покинул Бремен, сменив его на более скромную команду «Ваттеншайд», которая располагалась в нижней части турнирной таблицы. В том сезоне «Вердер» стал чемпионом, и пять матчей, проведённых в начале сезона за бременцев, дали Гюнтеру вторую победу в Бундеслиге.
Последние три сезона Гюнтер играл за «Ганновер» во второй Бундеслиге. В 1996 году Херман завершил профессиональную футбольную карьеру.

## Карьера в сборной
Всего за сборную провёл два матча. Участник и победитель чемпионата мира 1990 года, хотя не сыграл на турнире ни одного матча. Дебютировал в сборной 21 сентября 1988 года в товарищеском матче со сборной СССР, завершившемся победой немцев со счётом 1:0.

## Тренерская карьера
После завершения игровой карьеры в 1996 году стал главным тренером команды «Ротенбургер». Начиная с 2001 года работал главным тренером любительской команды «Остерхольц-Шармбек». В этой команде играл его сын Патрик.

## Достижения
- Победитель Бундеслиги: 1987/88, 1992/93
- Серебряный призёр Бундеслиги: 1982/83, 1984/85, 1985/86
- Бронзовый призёр Бундеслиги: 1988/89, 1990/91
- Обладатель Кубка Германии: 1990/91
- Финалист Кубка Германии: 1988/89, 1989/90
- Победитель Кубка обладателей кубков: 1991/92

## Прочая деятельность
В городе Остерхольц-Шармбеке Гюнтер Херман является владельцем спортивного магазина. Помимо этого он, равно как и его бывший одноклубник по «Вердеру» Франк Нойбарт, является сотрудником скаутского агентства, которое специализируется на поиске молодых перспективных футболистов. В частности, игрок «Байера» с 2011 года Карим Беллараби был в своё время замечен именно Херманом.